# Vibrasphere
A Vibrasphere egy 1998 és 2011 között fennállt uppsalai elektronikus zenei duó volt, amely főként progresszív trance stílusban alkotott. Tagjai Rickard Berglöf és Robert Elster.

## Története
A zenészek az 1990-es évek közepén kezdték karrierjüket az akkor még igen fiatal trance kultúrában. Berglöf a svéd Subcouds goa együttes tagja volt, Elster pedig Amigán komponált. Miután Berglöf unokatestvérén keresztül megismerték egymást, 1998 nyarán megalapították Vibrasphere zenei projektjüket. 2004 elején Elster kivált a duóból, ugyanis nem volt kedvére az állandó koncertezés, azonban 2005 őszén újból visszatért a Vibraspherehez. 2010-ben bejelentették visszavonulásukat, 2011-re pedig feloszlott az együttes, bár egy ideig még koncerteztek számaikkal.
Saját maguk atmoszferikus trance-ként határozták meg zenéjüket, a kritikusok azonban főként a progresszív trance jelzőt használták. A 2000-es évek elején a progresszív trance egyik legismertebb és legnépszerűbb előadójaként tartották számon őket. Későbbi albumaik az ambient és a downtempo irányába mozdultak el, 2006-os Selected Downbeats válogatásalbumukat a psychill egyik klasszikusának tartják.

## Diszkográfia

### Stúdióalbumok
- Echo (2000)
- Lime Structure (2003)
- Archipelago (2006)
- Exploring the Tributaries (2007)
- Lungs of Life (2008)

### Egyéb kiadványok
- Lime Remixes (remix, 2003)
- Landmark (EP, 2006)
- Selected Downbeats Vol. 1 (válogatás, 2006)
- Floating Free (EP, 2007)
- Archipelago Remixed (remix, 2007)
- Erosion (EP, 2008)
- Autumn Lights (EP, 2008)
- Selected Downbeats Vol. 2 (válogatás, 2009)
- Early Years (válogatás, 2016)